# Цетаганда (роман)
Цетага́нда (англ. Cetaganda) — фантастическое произведение известной американской писательницы Лоис Буджолд, написано в 1995 году, книга из серии цикла Сага о Форкосиганах.

## Сюжет
После окончания Императорской Академии Майлз Форкосиган был отправлен в составе дипломатической миссии в Цетагандийскую империю, на похороны Императрицы. Однако и здесь приключения, казалось, сами находят его. Майлз раскрывает крупный заговор в Цетагандийской империи, направленный также и против Барраяра.

## Главные герои
- Майлз Форкосиган — лейтенант Имперской СБ
- Айвен Форпатрил — кузен Майлза, лейтенант
- аут-леди Райан Дегтиар — Прислужница Звездных Ясель
- аут-леди Пел Наварр — консорт Эты Кита
- гем-полковник Даг Бенин — офицер Цетагандийской СБ
- аут-лорд Флетчир Джияджа — император Цетагандийской империи